# Ильина, Тамара Ивановна
Тамара Ивановна Ильина (1921, г. Тверь — 7 марта 1943, д. Плоское, Кудеверский район, Калининская обл., СССР), советская партизанка-разведчица.

## Биография
Родилась в 1921 году в Твери. Член ВЛКСМ с 1936 года. В 1939 году окончила среднюю школу № 1 в Калинине, затем училась на физико-математическом факультете Калининского педагогического института. Занималась спортом, участвовала в художественной самодеятельности.
На фронт пошла добровольцем. В начале 1942 года зачислена во 2-ю Калининскую партизанскую бригаду, в отряд «За родную землю». Была руководителем разведгруппы.
В марте 1943 года её группа получила задание взорвать мост близ станции Выдумка, заминировать рельсы на железной дороге Пустошка — Новосокольники, а также уничтожить в волостной управе списки людей, которых хотели угнать в Германию. Отряд разделился на три части и выполнил задание, но гитлеровцы обнаружили партизан. Преследовали группу предатели «казаки». Бойцы начали отступать. Тамара Ильина сидела на последней телеге и отстреливалась из пулемета. В какой-то момент телега отстала и гитлеровцы окружили девушку. Тамара Ильина отстреливалась, пока не кончились патроны, и бросала гранаты. Потом взорвала она себя последней оставшейся гранатой, не желая попадать в плен. Это произошло 7 марта 1943.

Хочу сообщить о нашем большом горе. 15 марта 1943 года Тамара находилась на выполнении задания в деревне Камешки Кудеверского района. Группу окружили фашисты. Тамара и ещё один паренек — Вася Налетов — не успели вырваться из окружения. Тамара отстреливалась до последнего патрона, а когда создалось безвыходное положение и была угроза оказаться в плену у фашистских извергов, она подорвала себя гранатой и умерла смертью храбрых. Тамара похоронена в деревне Плоское Кудеверского района.— письмо комиссара 2-й Калининской партизанской бригады Лекомцева матери Тамары Ильиной
В 1944 году Тамара Ильина была посмертно награждена медалью «Партизану Отечественной войны» 1-й степени.
Похоронена в деревне Камешки Псковской области.

## Память
- Подвигу Тамары Ильиной посвящена поэма М. И. Суворова «Баллада о Тамаре» и экспозиция в Тверском областном Молодежном музейно-выставочном центре им. Лизы Чайкиной[6].
- В 1965 именем Тамары Ильиной названа улица в Твери (бывшая Гаражная)[7][8][9][10][11][12].